# Amicodisca virella
Amicodisca virella är en svampart som tillhör divisionen sporsäcksvampar, och som först beskrevs av Petter Adolf Karsten, och fick sitt nu gällande namn av Seppo Huhtinen. Amicodisca virella ingår i släktet Amicodisca, och familjen Hyaloscyphaceae. Arten är reproducerande i Sverige.